# Ernest Wittmann
Ernest Wittmann (ur. 7 lutego 1909 w Żylinie, zm. 2 września 1995 w Londynie) – polski tenisista pochodzenia żydowskiego, reprezentant polski, medalista III Makabiady z 1950 roku.

## Życiorys
W okresie kariery sportowej w Polsce był zawodnikiem Żydowskiego Towarzystwa Sportowego Jutrzenka Kraków, od 1930 Katowickiego Klubu Tenisowego, a następnie w latach 1933–1938 WKS Legia Warszawa. Członek reprezentacji Polski w Pucharze Davisa w latach 1932–1937. W tym okresie był głównie rezerwowym, co wynikało z doskonałej formy Józefa Hebdy i Ignacego Tłoczyńskiego. Mimo wszystko należał do czołówki polskiego tenisa lat 30. XX wieku. Ostatecznie w reprezentacji wystąpił dwa razy, pierwszy raz w meczu Polska-Włochy w 1933 roku w Warszawie, który zakończył się porażką Polski 2:3 oraz w meczu Polska-Estonia w Tallinnie w 1934 roku, wygranym przez Polskę 5:0 (wystąpił w parze deblowej z Ignacym Tłoczyńskim).
W 1929 roku był sklasyfikowany na 5. miejscu, a w latach 1932 i 1937 na 4. miejscu rankingu Polskiego Związku Tenisowego. W 1933 roku, podczas wizyty drużyny WKS Legia Warszawa w Sztokholmie, rozegrał towarzyski mecz tenisa ziemnego z królem Szwecji – Gustawem V. Potem jeszcze kilkakrotnie w różnych miastach Europy rozgrywał towarzyskie mecze tenisa i brydża z monarchą. W 1934 roku przetłumaczył na język polski książkę Tenis, której autorem był René Lacoste.
W momencie wybuchu II wojny światowej przebywał w Londynie. Początkowo był żołnierzem Królewskiej Artylerii Przeciwlotniczej, a następnie w RAF-ie szefem tłumaczy i oficerem łącznikowym w polskim ośrodku szkolenia pilotów w Netton Notts.
Po zakończeniu wojny pozostał na Zachodzie. W 1946 roku wygrał mecz wielkoszlemowy na Wimbledonie w Londynie. W 1950 roku na III Igrzyskach Machabejskich w Izraelu zajął drugie miejsce w grze pojedynczej oraz drugie miejsce w grze podwójnej. Medale z tych igrzysk oraz inne trofea z okresu swojej kariery sportowej Wittman przekazał Muzeum Sportu i Turystyki w Warszawie.
Dzięki wstawiennictwu Jerzego Klugera po wyborze Karola Wojtyły na papieża uzyskał wraz z żoną audiencję u Jana Pawła II.
Odznaczony Krzyżem Kawalerskim Orderu Zasługi Rzeczypospolitej Polskiej za wkład w rozwój sportu polskiego, postanowieniem prezydenta Lecha Wałęsy.